# Pierre Bayle
Pierre Bayle (La Carla, 18. studenog 1647. – Rotterdam, 28. prosinca 1706.), francuski filozof, kršćanski teolog i leksikograf.
Bio je profesor na akademiji u Sedanu i na sveučilištu u Rotterdamu. Borio se za slobodu ljudske misli i toleranciju u pitanjima moralnog uvjerenja. Protivnik je dogmatizma, propovijedao je odvajanje crkve od države i vodio borbu protiv kalvinizma i papizma. Glavno djelo "Povijesni i kritički rječnik" pisano je na temelju golemoga znanja i prva je zapadnoeuropska enciklopedija, u kojoj je definirao pojmove i kritički osvijetlio društvo svoga doba. 
Svojom prvom tezom o kometu usprotivio se svim natprirodnim tumačenjima prirodnih pojava. Žigosan kao bezbožnik, objavio je studiju o povijesti kalvinizma, izazvavši protiv sebe mržnju jezuita, tako da su mu knjigu spalili, a njegova brata bacili u tamnicu, gdje je umro. Uznemiren tim umorstvom, ušao je u borbu protiv katolicizma, ali negirajući i kalvinizam. 

## Djela
- Pismo o kometu (Lettre sur la comète, 1682.)
- Različite misli o kometu (Pensées diverses sur la comète, 1683.)
- Opća kritika povijesti kalvinizma Oca Maimbourga (Critique gènèrale de l’histoire du calvinisme du Père Maimbourg, 1683.)
- Filozofski komentar na ove riječi Isusa Krista: "Prisili ih neka uđu" (Commentaire philosophique sur ces paroles de Jésus-Christ : "Contrains-les d’entrer", 1686.)
- Povijesni i kritički rječnik (Dictionnaire historique et critique, 1697.)
- Odgovor na pitanja gospodina iz provincije (Réponse aux questions d’un provincial, 1706.)
- Razgovori Maximusa i Temiste (Entretiens de Maxime et de Thémiste, 1707.)

## Vanjske poveznice
Digitalno izdanje Povijesnog i kritičkog rječnika  Arhivirana inačica izvorne stranice od 20. listopada 2020. (Wayback Machine) (francuski izvornik) 